# Phelsuma modesta
Phelsuma modesta Mertens, 1970 è un piccolo sauro della famiglia Gekkonidae, endemico del Madagascar.

## Descrizione
Questo geco raggiunge lunghezze di 10-12 cm.

## Biologia
È una specie ovipara.

## Distribuzione e habitat
La specie è abbastanza comune nel Madagascar meridionale.

## Conservazione
La IUCN Red List classifica P. modesta come specie a rischio minimo (Least Concern).
La specie è inserita nella Appendice II della Convention on International Trade of Endangered Species (CITES).